# Todos caerán
Tous tomberont
L'eau-forte Todos caerán (en français Tous tomberont) est une gravure de la série Los caprichos du peintre espagnol Francisco de Goya. Elle porte le numéro dix-neuf dans la série des 80 gravures. Elle a été publiée en 1799.

## Interprétations de la gravure
Il existe divers manuscrits contemporains qui expliquent les planches des Caprichos. Celui qui se trouve au Musée du Prado est considéré comme un autographe de Goya, mais semble plutôt chercher à dissimuler et à trouver un sens moralisateur qui masque le sens plus risqué pour l'auteur. Deux autres, celui qui appartient à Ayala et celui qui se trouve à la Bibliothèque nationale, soulignent la signification plus décapante des planches.
- Explication de cette gravure dans le manuscrit du Musée du Prado :
Y que no escarmienten los que van a caer con el ejemplo de los que han caído! pero no hay más remedio todos caerán.
(Ils sont incorrigibles ceux qui vont tomber malgré l'exemple de ceux qui sont tombés ! Mais il n'y a pas de solution, tous tomberont)[3].

- Manuscrit de Ayala :
Toda especie de avechuchos[4], militares, paisanos y frailes, revolotean alrededor de una dama medio gallina: caen, las mozas los sujetan por los alones, los hacen vomitar y les sacan las tripas.
(Toute sorte d'espèces de vilains oiseaux, militaires, paysans et frères volent autour d'une dame à demi poule : ils tombent, les filles les retiennent par les ailes, les font vomir, et leur arrachent les tripes)[3].

- Manuscrit de la Bibliothèque nationale :
Una puta se pone de señuelo en la ventana, y acuden militares, paisanos y hasta frailes y toda especie de avechuchos[4] revolotean alrededor : la alcahueta[5] pide a dios que caigan, y las otras putas los despluman, y hacen vomitar[6], y les arrancan hasta las tripas[7] como los cazadores a las perdices.
(Une pute se pose comme un appât à la fenêtre et accourent les militaires, les paysans et jusqu'aux frères et toute espèce de vilains oiseaux qui volent autour: la maquerelle demande à dieu qu'ils tombent, et d'autres putes les déplument, et les font vomir et leurs arrachent les tripes comme font les chasseurs aux perdrix)[3].

Les explications des manuscrits éclairent l'intention de cette scène et montrent comment la prostitution exploite la lascivité masculine. L'appât est un buste féminin avec une mouche à la mode à la fin du XVIIe siècle. Outre un militaire et un moine, parmi les vilains oiseaux paraît représenté Goya lui-même, juste derrière le leurre, ce qui semble nous dire que lui aussi s'est trouvé dans cette situation.

## Technique de la gravure
L'estampe mesure 215 × 144 mm sur une feuille de papier de 306 × 201 mm. Dans le coin supérieur droit, elle porte l'inscription « 19 ».
Goya a utilisé l'eau-forte et l'aquatinte brunie.
Le dessin préparatoire (1797) est à la sanguine. Dans le coin inférieur gauche, il porte au crayon l'inscription 68. Le dessin préparatoire mesure 199 × 145 mm.

## Catalogue
- Numéro de catalogue G02124 de l'estampe au Musée du Prado.
- Numéro de catalogue D04210 du dessin préparatoire au Musée du Prado.
- Numéro de catalogue 51-1-10-19 de l'estampe au Musée Goya de Castres.
- Numéros de catalogue ark:/12148/btv1b8451745r et ark:/12148/btv1b84517465 de l'estampe chez Gallica.